# Mariana Drăgescu
Marie Ana Aurelia Drăgescu (Craiova, 7 settembre 1912 – Bucarest, 24 marzo 2013) è stata un'aviatrice romena della Squadriglia Bianca, con la quale evacuò via aerea i feriti dal fronte dal 1941 al 1943, durante la seconda guerra mondiale.
Fu l'unica aviatrice donna a combattere sia contro l'Unione Sovietica, sia contro la Germania nazista. La Squadriglia Bianca trasportò oltre 1500 feriti.

## Biografia

### Gli inizi
Figlia di un ufficiale e insegnante di musica, frequentò la scuola superiore a Lugoj. Si iscrisse alla facoltà di educazione fisica ma dovette ritirarsi presto perché la famiglia non poteva finanziarle gli studi. Nel 1935 si diplomò alla Scuola di aviazione "Mircea Cantacuzino" di Băneasa, dove ebbe come istruttore il capitano Constantine Abeles, ottenendo il brevetto pilota femminile 94/1935, il settimo consegnato a una donna in Romania. Fino al 1938 lavorò all'Aeroclub, dove ebbe l'opportunità di incontrare diversi piloti francesi che avevano partecipato alla prima guerra mondiale, tra cui il colonnello Brocard, il comandante delle Cygognes René Fonck e Antoine de Saint-Exupéry nel 1936.
Nel 1938 partecipò alle operazioni militari tenutesi a Galați insieme ad altre cinque aviatrici (Marina Știrbei, Nadia Russo, Virginia Thomas, Virginia Duţescu e Irina Burnaia). L'anno successivo Marina Ştirbei presentò una nota al Ministero dell'Aeronautica che richiedeva la formazione di una squadriglia sanitario per il trasporto di feriti da parte di aerei pilotati da donne. La Squadriglia Sanitaria fu così fondata il 25 giugno 1940 e comprendeva inizialmente Nadia Russo, Mariana Drăgescu e Virginia Thomas, alle quali si aggiunse presto Virginia Duţescu. Il soprannome "Squadriglia Bianca" fu dato dal giornalista italiano Curzio Malaparte per via del fatto che era equipaggiato con aerei RWD-13 di fabbricazione polacca dipinti inizialmente in bianco con la croce rossa applicata sulla fusoliera e sulle ali. Mariana Drăgescu venne classificata, come le altre tre aviatrici, pilota tirocinante di bilancio e ricevette un premio in mongolfiera e volo equivalente al grado di vicecopilota.
Nel 1938 acquistò un aereo personale Messerschmitt Me 35B immatricolato YR-MAR il 21 dicembre, con il quale volò per un anno partecipando a diverse competizioni come la Coppa Aurel Vlaicu Cup. La metà del costo dell'aereo fu a carico del Ministero dell'Aeronautica e della Marina, come era solito all'epoca, mentre l'altra metà fu finanziata da un prestito di Marina Ştirbey, Questo aereo prese fuoco il 4 aprile 1944 in un hangar a Chitila in seguito a un bombardamento americano.

### Al fronte

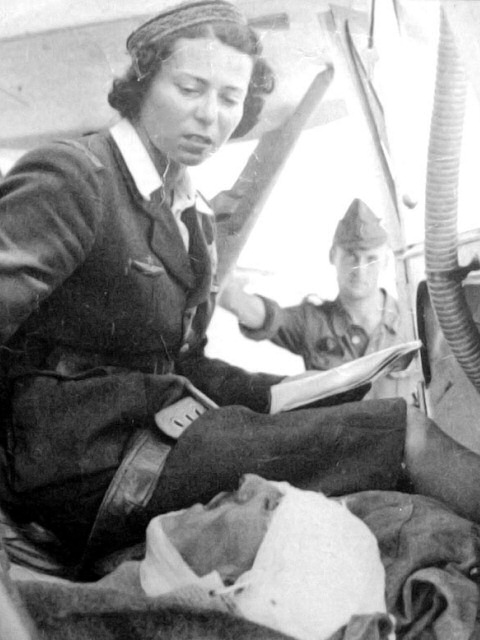
Mariana Drăgescu pronta a partire con un ferito a bordo, Plodovitoe, 1942.

Con l'entrata in guerra della Romania nel 1941, poiché inizialmente la squadriglia aveva solo tre aerei equipaggiati come aerei medici (RWD-13S), ne facevano parte solo Nadia Russo, Mariana Drăgescu e Virginia Thomas. A Mariana Drăgescu venne assegnato un RWD-13S no. 2. La prima campagna militare a cui prese parte fu a Odessa dal 22 giugno al 6 novembre. La squadriglia si spostò più volte tra gli aeroporti di Focșani, Tecuci e Tighina, trasportando i feriti in battaglia a Odessa e a Tiraspol. Con il regio decreto del 27 settembre, Drăgescu fu insignita della Croce d'Oro dell'Ordine delle Virtù aeronautiche con le spade.
Tra il 18 agosto e il 24 ottobre del 1942 partecipò alla battaglia di Stalingrado. La Squadriglia Bianca fu ribattezzata in 108ª Squadriglia di trasporto leggero ed ebbe base a Kotel'nikovo e Plodovitoe. Il 16 maggio Mariana Dragescu venne decorata con l'Ordine dell'Aquila tedesca di 3 ° grado per aver salvato i feriti tedeschi e il 18 maggio apparve con le sue colleghe sulla copertina della rivista Hamburger Illustrierte. La Squadriglia venne ritratta anche da un reportage fotografico del Berliner Illustrierte Zeitung. Nel 1943 si recarono in Crimea, basandosi a Simferopoli.
Dopo l'abolizione della 108ª Squadriglia, nell'estate del 1944 Mariana Drăgescu tornò al fronte come pilota di collegamento per il 2º Gruppo di Osservazione all'interno della 113ª Squadriglia di collegamento. Tra il 22 dicembre 1944 e il 26 giugno 1945 partecipò alla campagna slovacca con una squadriglia basata a Trenčín, e alla fine delle guerra operò a Vienna. Per la campagna slovacca ricevette una spilla dell'Ordine delle Virtù aeronautiche.

### Dopo la guerra
Poiché non era riconosciuta come membro dell'esercito rumeno ma era considerata una pilota civile, tra il 1945 e il 1949 fu assegnata all'aeronautica civile a Baneasa, dove soccorse dei bambini affetti da tosse convulsa. Nel 1947 e nel 1948 trasportò dei farmaci per combattere l'epidemia di tifo esantematico in Moldavia. Per le sue gesta, il 7 febbraio 1948 l'allora ministro della Salute Florica Bagdasar le assegnò un Fieseler Fi 156, con il quale volò per diversi mesi accompagnando Ulla Lindenwald che, come rappresentante della Croce Rossa svedese, distribuiva aiuti ai neonati e ai bambini poveri.
Dal 1950 al 1953 fu istruttrice di volo presso la Scuola di Volo Ghimbav coordinata dalla Commissione centrale dell'aviazione civile. Mariana Dragescu ricorda che a scuola gli aerei potevano essere riforniti solo per un volo di un'ora, autonomia insufficiente per lasciare il paese. Nel 1953 le fu impedito di volare e fino al 1955 fu ispettrice tecnica presso la Direzione dell'aviazione civile, ma nel 1955 fu rimossa dall'incarico per via della sua partecipazione alla guerra antisovietica. Fino al 1967 lavorò come dattilografa presso il Policlinico CFR "Ana Ipătescu" di Bucarest, poi visse con una pensione minima.
Nel 1955 la Securitate la reclutò come informatrice dandole il nome "Antonia" per supervisionare suo zio, Jean Dragu (Ion Dragescu), che lavorava a Parigi. Tuttavia, dopo soli 6 mesi fu sollevata dall'incarico per non aver fornito dati "utili", affermando che il legame con suo zio era cessato nel 1951.
Nel 1981 Marie-Josephe de Beauregard fondò in Francia la Federazione europea delle aviatrici col fine di riunire le analoghe associazioni dei singoli stati europei. In Romania non fu costituita un'organizzazione simile per mancanza di aviatori che soddisfacessero i criteri, in quanto Mariana Drăgescu era l'unica nel blocco comunista cooptata come membro dell'Associazione internazionale delle ex aviatrici. In quella veste partecipò alle riunioni di Zell am See (1981), Nottingham (1983), Baden-Baden (1984), Vienna (1986), Avignone (1988), Portorose (1990), Alassio (1991), Lubecca (1992), Rochester (1993), Vienna (1994) e Roma (1995). Nel 1983 divenne membro dell'Associazione dei precursori e dei vecchi aviatori Les Vieilles Tiges in Francia.
Dopo il 1989 la sua carriera venne ufficialmente riconosciuta dall'esercito romeno, che le assegnò il grado di tenente. Nel 2003 venne decorata col cavalierato dell'Ordine della Stella di Romania "per l'altruismo, il coraggio e lo spirito di sacrificio che ha dimostrato come pilota della Squadriglia Bianca durante la seconda guerra mondiale, salvando la vita di molti soldati feriti". In occasione del suo centenario venne promossa al grado di comandante.